# William Maclay
William Maclay (20 juillet 1737 - 16 avril 1804) est un homme politique américain, sénateur pour la Pennsylvanie lors de la première législative des États-Unis (1789-1790). Il a été l'un des membres les plus radicaux de la faction anti-administration. Il est battu dans sa tentative de réélection.